# Merodon quercetorum
Merodon quercetorum är en tvåvingeart som beskrevs av Marcos-garcia, Vujic och Ximo Mengual 2007. Merodon quercetorum ingår i släktet narcissblomflugor, och familjen blomflugor.
Artens utbredningsområde är Spanien. Inga underarter finns listade i Catalogue of Life.